# Strobilurus torquatus
Pour les articles homonymes, voir Strobilurus.
Genre
Espèce
Synonymes
- Doryphorus spinosus Guichenot, 1855
- Tropidurus torquatus (Wiegmann, 1834)
- Tropidurus strobilurus Frost, 1992

Statut de conservation UICN

 LC  : Préoccupation mineure
Strobilurus torquatus, unique représentant du genre Strobilurus, est une espèce de sauriens de la famille des Tropiduridae.

## Répartition
Cette espèce est endémique du Sud et de l'Est du Brésil.

## Description
C'est un lézard arboricole qui atteint 15 cm. Les juvéniles sont verts, et deviennent gris à l'état adulte.

## Publication originale
- Wiegmann, 1834 : Herpetologia mexicana, seu Descriptio amphibiorum Novae Hispaniae quae itineribus comitis De Sack, Ferdinandi Deppe et Chr. Guil. Schiede in Museum zoologicum Berolinense pervenerunt. Pars prima saurorum species amplectens, adjecto systematis saurorum prodromo, additisque multis in hunc amphibiorum ordinem observationibus. Lüderitz, Berlin, p. 1-54 (texte intégral).